# ンチェウ
ンチェウ（Ntcheu）はマラウイのンチェウ県の町である。